# Patrimoni Cultural d'Andorra
El Patrimoni Cultural d'Andorra està integrat per tots els béns que presenten valors culturals i estan protegits i tutelats per l'administració. Els elements de més relleu són declarats béns d'interès cultural.
D'acord amb la Llei 9/2003, del 12 de juny, del patrimoni cultural d'Andorra, «integren el patrimoni cultural d'Andorra els béns materials i immaterials relacionats amb la història o la cultura d'Andorra que, pels seus valors històrics, artístics, estètics, arqueològics, paleontològics, etnològics, urbanístics, arquitectònics, científics o tècnics, tenen un interès cultural».
Els béns del patrimoni cultural d'Andorra poden tenir dos nivells de protecció:
- Béns d'interès cultural (BIC)
- Béns inventariats (BI)

Destaca la Vall del Madriu-Perafita-Claror declarada Patrimoni de la Humanitat.

## Inventari general
El Ministeri de Cultura, amb el Consell Assessor del Patrimoni Cultural com a òrgan consultiu, és el responsable d'elaborar l'Inventari general del patrimoni cultural d'Andorra, on hi consten tots els béns immobles, mobles i immaterials.
L'Inventari general consta de quatre seccions:
- Primera, béns d'interès cultural (BIC), immobles i altres
- Segona, béns immobles inventariats (BI)
- Tercera, béns mobles inventariats
- Quarta, béns immaterials

Els béns immobles d'interès cultural (secció primera) es classifiquen en:
- Monument: obra material produïda per l'activitat humana configurant una unitat singular (per exemple, la Casa de la Vall)
- Conjunt arquitectònic: agrupament de construccions que constitueix una unitat coherent, independentment del valor individual (actualment, només les Cabanes del Castellar)
- Paisatge cultural: obra conjunta de l'home i la natura amb valors estètics, històrics o culturals (per exemple, la Vall del Madriu-Perafita-Claror)
- Zona arqueològica: lloc on hi ha restes de la intervenció humana en el passat (per exemple, la necròpolis de Sant Jaume d'Engordany)
- Zona paleontològica: lloc on hi ha vestigis fossilitzats amb una unitat coherent i amb entitat pròpia.

Els béns immobles inventariats (secció segona) són integrats en l'Inventari general per resolució del ministre de la cultura atenen al seu interès històric, artístic o cultural.
Els béns mobles inventariats (secció tercera) estan compresos en les categories:
- Primera: béns mobles integrants del patrimoni arqueològic i paleontològic
- Segona: elements procedents del desmembrament de monuments artístics, històrics o religiosos
- Tercera: béns mobles d'interès artístic de més de cent anys d'antiguitat
- Quarta: béns integrants del patrimoni documental i bibliogràfic
- Cinquena: col·leccions i exemplars rars de zoologia, botànica, mineralogia o anatomia
- Sisena: béns mobles integrants del patrimoni etnològic de més de cinquanta anys d'antiguitat
- Setena: els béns mobles restants de més de cent anys d'antiguitat que tinguin valor cultural
- Vuitena: per resolució motivada del ministre de la cultura tot i tenir una antiguitat inferior a la que s'estableix en les categories precedents.

Els béns immaterials (secció quarta) són inclosos a l'Inventari general pel responsable del patrimoni etnològic.